# پروردگار جانوران

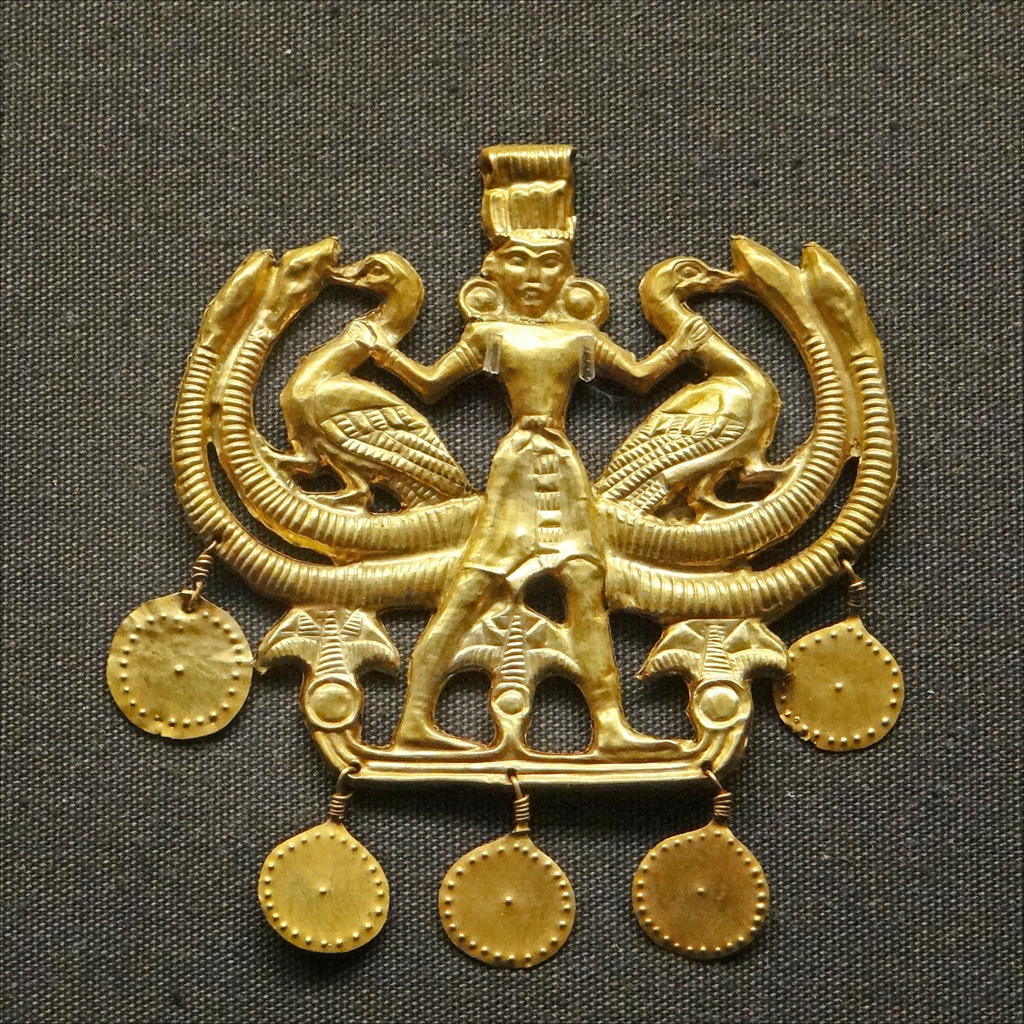
آویز طلای مصری‌ساز ارباب جانوران، مینوی، ۱۷۰۰–۱۵۰۰ پیش از میلاد. گنج Aegina. (موزه بریتانیا)

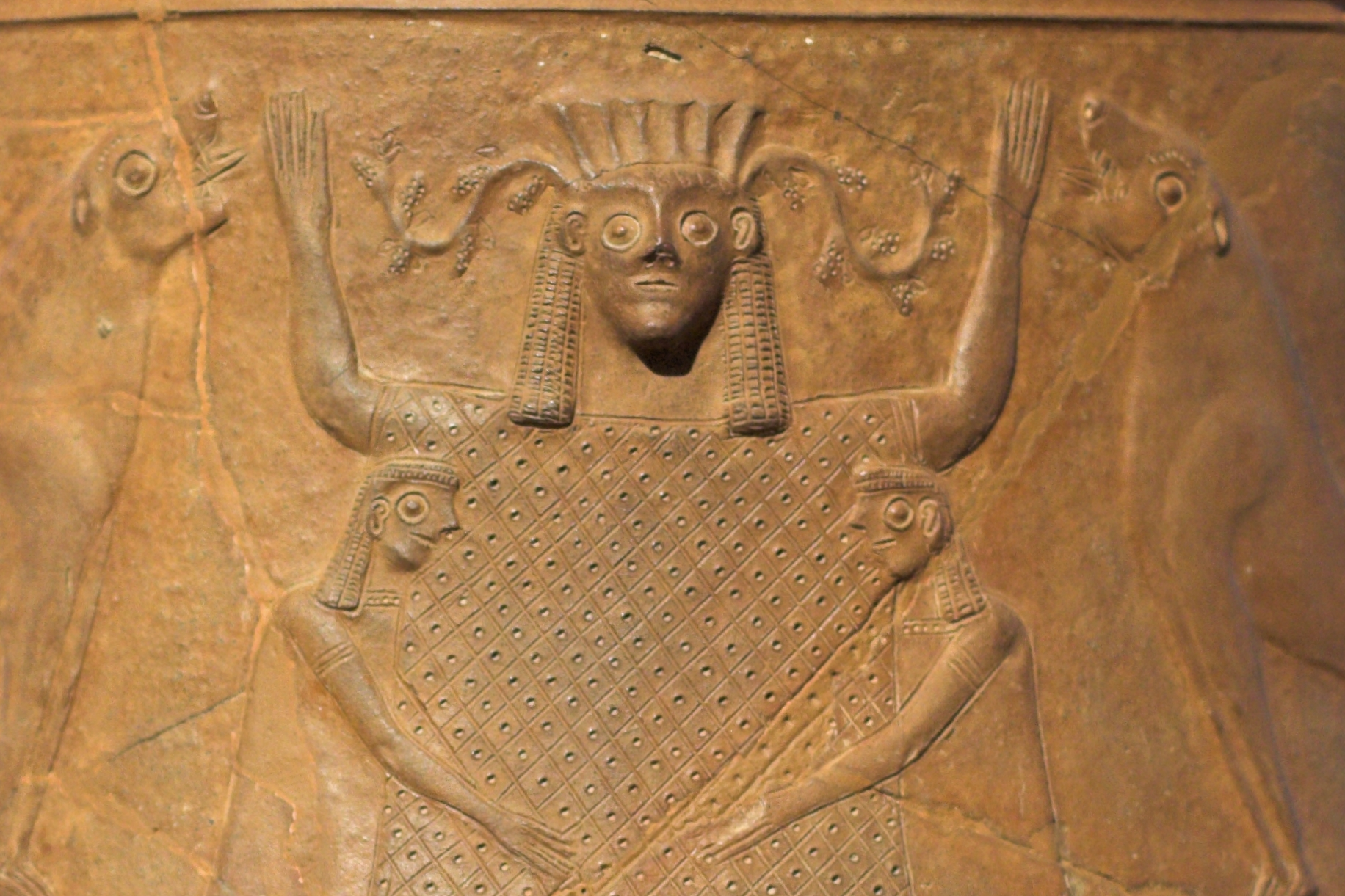
ملکهٔ جانوران (پوتنیا ترون) پیتوس با نقش برجسته، ۶۲۵–۶۰۰ پیش از میلاد، موزه ملی باستان‌شناسی آتن

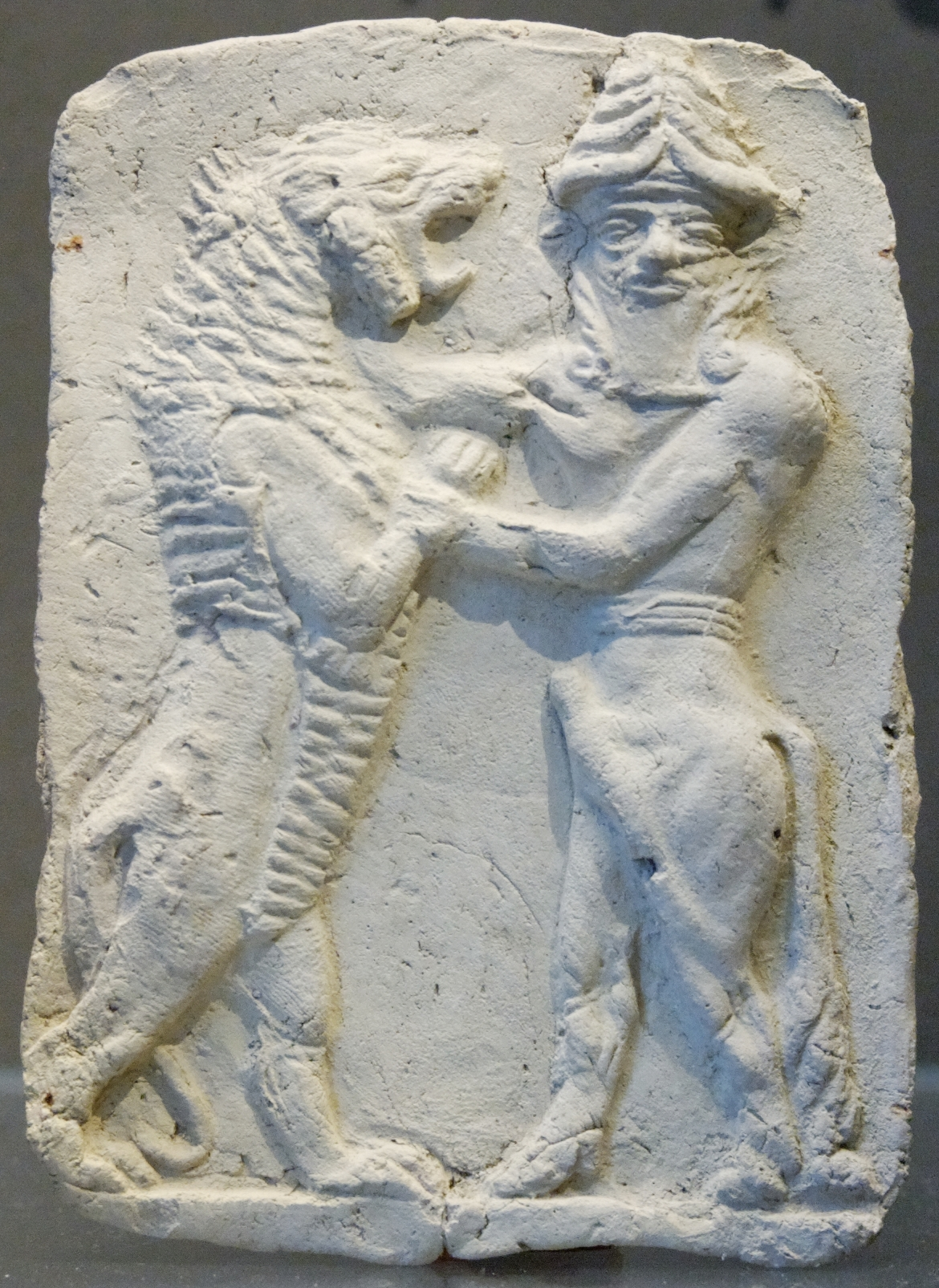
کشتی گاو نر مجرد با شیر، بین‌النهرین، هزاره سوم پیش از میلاد

ارباب جانوران، پروردگار جانوران (به انگلیسی: Lord of Animals) یا استاد جانوران (به انگلیسی: Master of Animals)، یا ملکهٔ جانوران (به انگلیسی: Mistress of the Animals) نقش‌مایه در هنر باستانی است که انسان را بین دو جانور رودررو رو و چنگ زدن به آن نشان می‌دهد. این نقش در هنر خاور نزدیک باستان و مصر بسیار گسترده‌است. شکل ممکن است ماده یا نر باشد، ممکن است یک ستون یا نماد باشد، جانوران ممکن است واقعی یا خیالی باشند، و شکل انسان ممکن است دارای عناصر جانوری مانند شاخ، بالاتنه جانور، پایین‌تنه جانور، پاها یا پاهای بریده‌شده باشد، اگرچه آنچه که موتیف برای فرهنگ‌هایی که این آثار را آفریده‌اند، بسیار متفاوت است، مگر اینکه با ویژگی‌های خاص الهی نشان داده شود، وقتی تفسیرگران این شخصیت را معمولاً به عنوان یک قهرمان توصیف می‌کنند.
این نقش به قدری گسترده و از نظر دیداری مؤثر است که بسیاری از تصویرها احتمالاً به عنوان تزئینی تصور شده‌اند که تنها معنای مبهمی به آنها متصل است. ارباب جانوران «نقوش مورد علاقه مُهرهای رسمی هخامنشی» است، اما شخصیت‌ها در این موارد را باید پادشاه دانست.

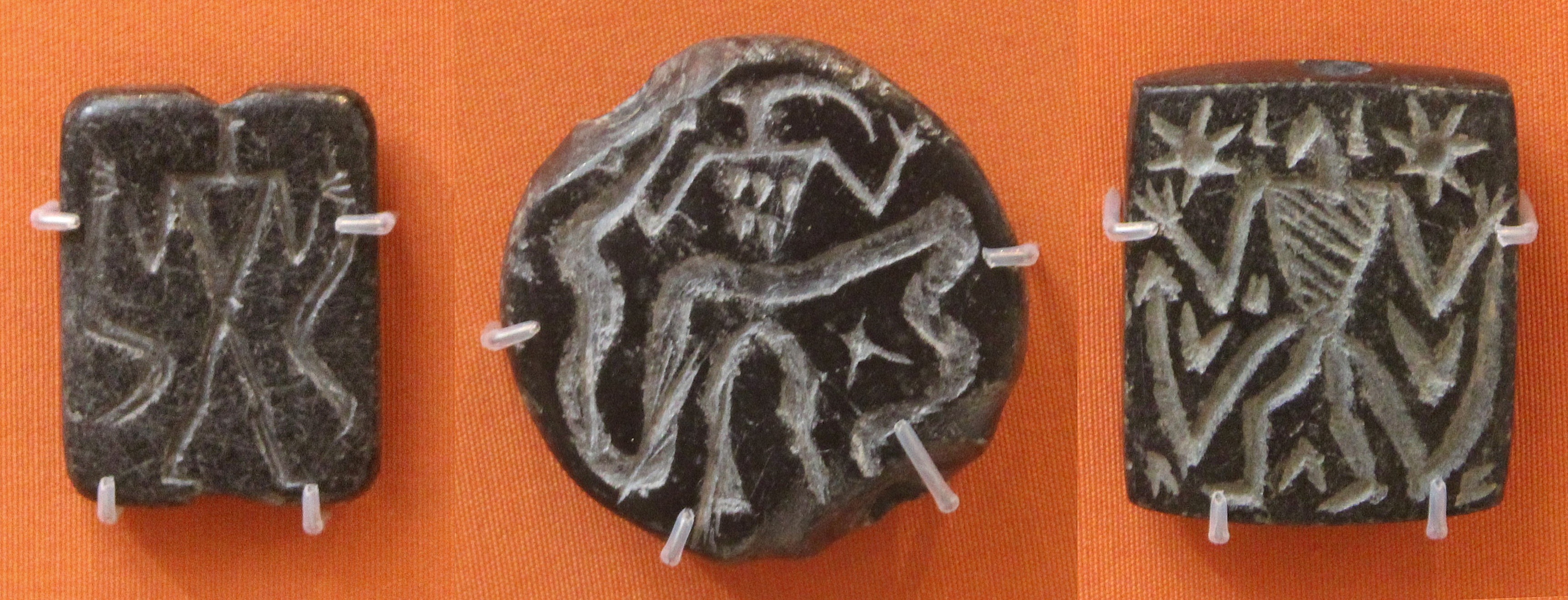
مهرهای «پروردگار جانوران»، تپه گیان، ایران، ۵۰۰۰–۴۰۰۰ ق.م.

نخستین تصویر شناخته‌شده از چنین نقش‌ونگاری در مهرهای تمبر دوره عبید در بین‌النهرین دیده می‌شود. این نقش بر روی مهر سفالی از Tell Telloh، Girsu باستانی، در پایان دوره پیشاتاریخ عبید بین‌النهرین، ق. ۴۰۰۰ سال پیش از میلاد است.

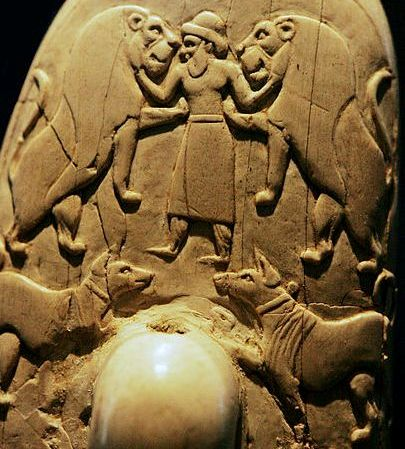
چاقوی Gebel el-Arak (حدود ۳۴۵۰ پیش از میلاد). نقده دوم، مصر

همچنین به این نقش‌ها، بالاترین مکان چاقوی معروف جبل ارک در موزه لوور داده شده‌است، چاقویی از عاج و چخماق که مربوط به دوره نقده دوم پیشاتاریخ مصر است، که از سده پیش از میلاد مسیح آغاز شد. ۳۴۵۰یش از میلاد در اینجا چهره‌ای با لباس بین‌النهرین که اغلب به خدا تعبیر می‌شود، با دو شیر دست‌وپنجه نرم می‌کند. به مهر معروف پاشوپاتی وابسته به تمدن دره سند (۲۵۰۰–۱۵۰۰پیش از میلاد) متصل شده‌است، که نشان می‌دهد چهره‌ای نشسته در حالت یوگا مانند، با روسری (یا شاخ) شاخدار و توسط جانوران احاطه‌شده‌است.

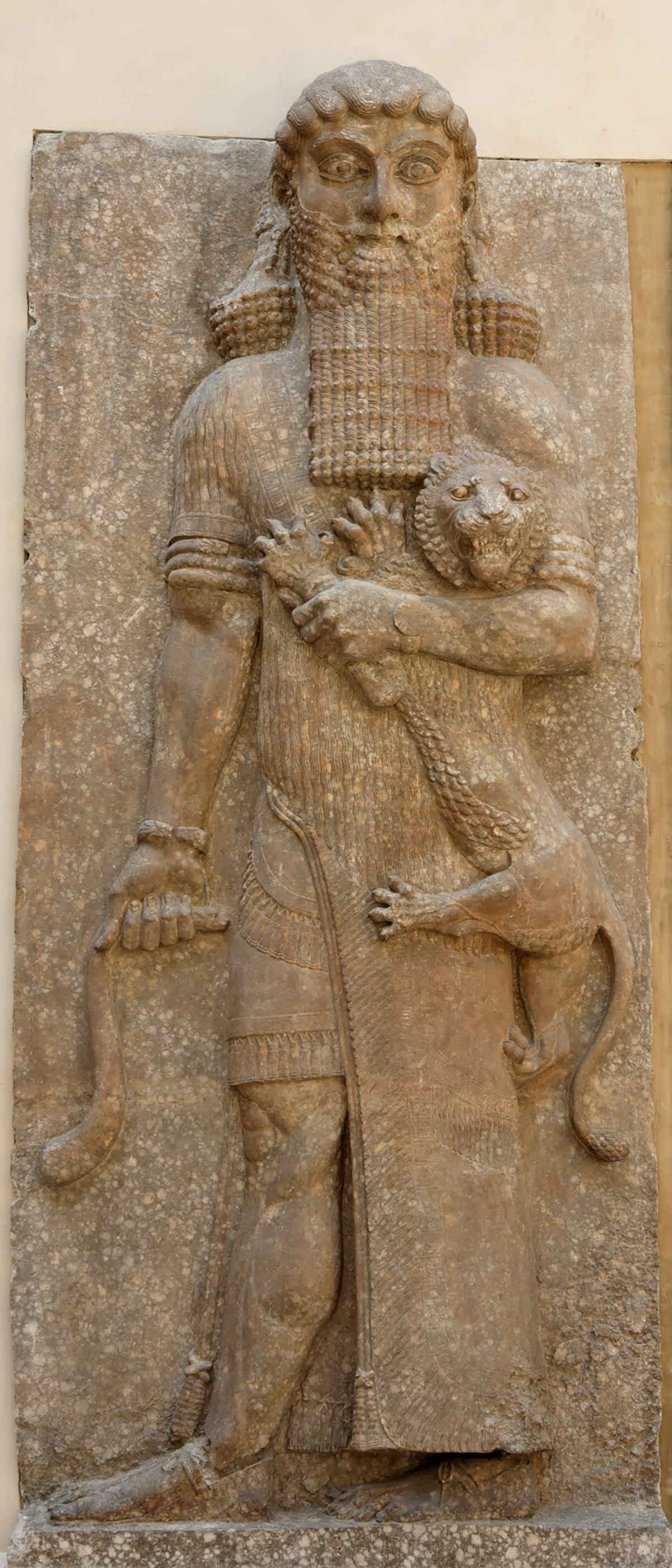
قهرمان آشوری که شیر و مار را در دست گرفته‌است

## نگارخانه

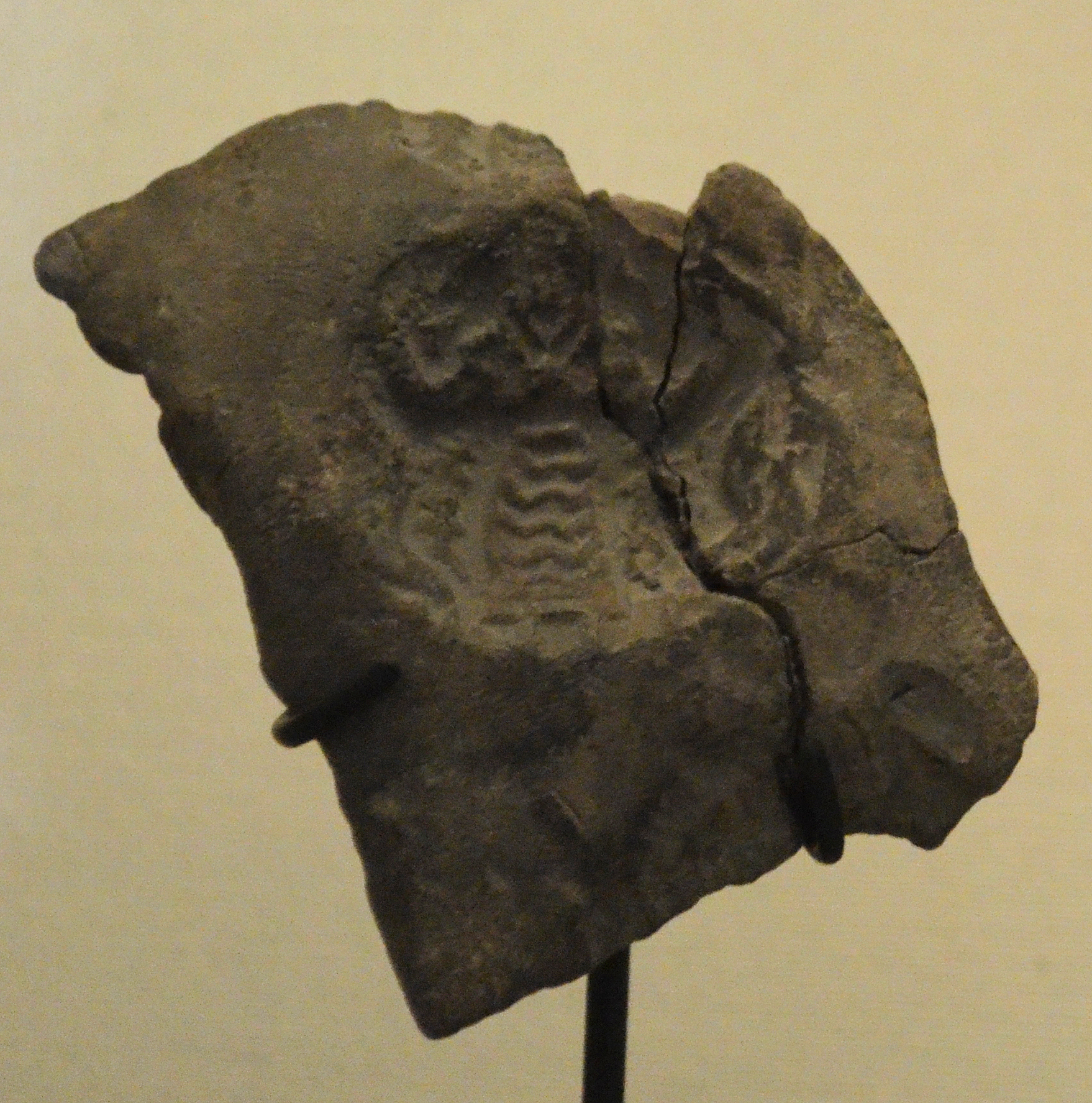
ارباب جانوران، شوش (۴۲۰۰-۳۸۰۰ پیش از میلاد)، موزه لوور
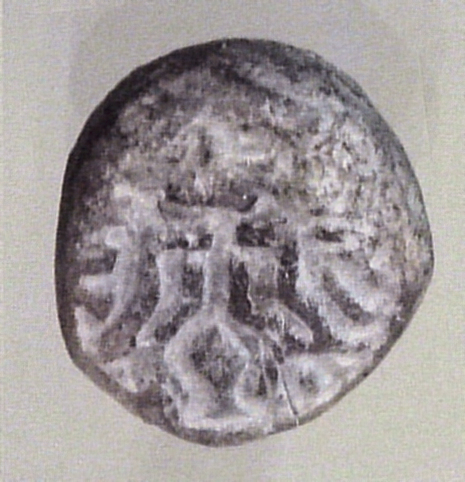
مهر سفالی با نقش ارباب جانوران، تل تله، گیرسو باستانی، پایان دوره عبید ، ج. ۴۰۰۰ پیش از میلاد
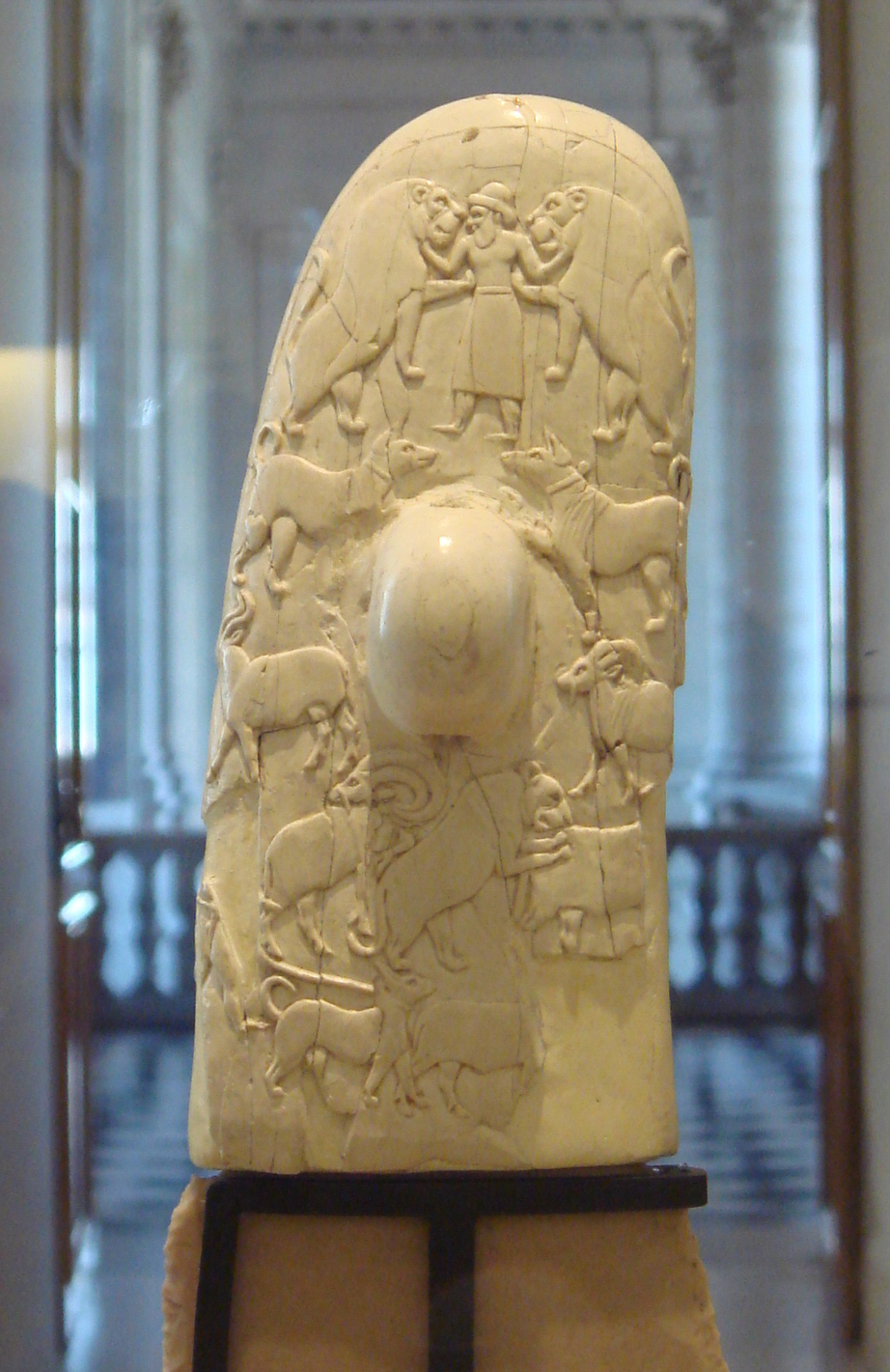
دسته عاج چاقوی جبل الاراک (جلو)، پس از ج. ۳۴۵۰ پیش از میلاد
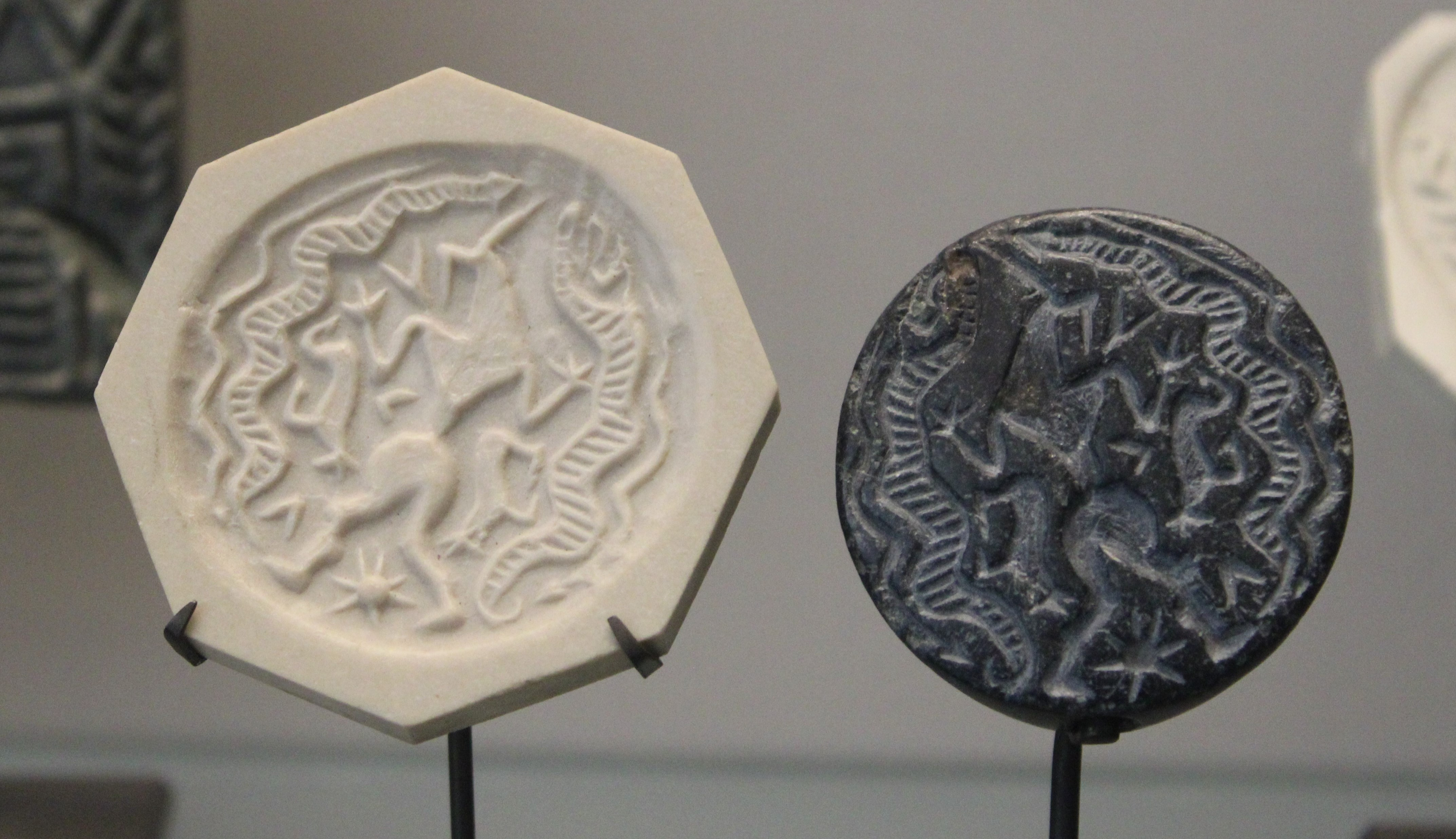
تمبر سنگ صابون با، نشان‌دهنده شخصیتی با سر بز در حال رام کردن مارها. لرستان ، هزاره چهارم پیش از میلاد. موزه لوور
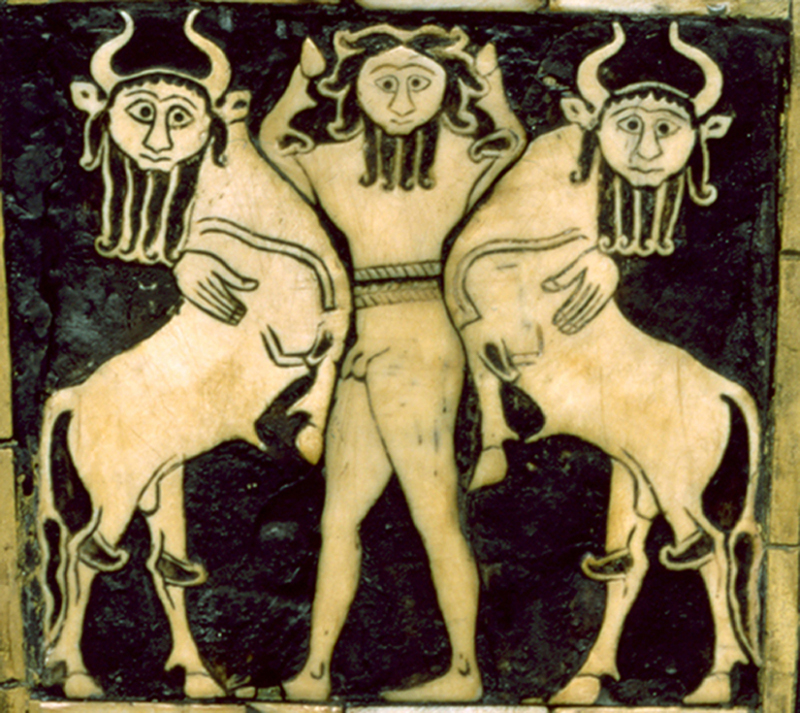
استاد محافظ از چنگ پیدا شده در اور ، مربوط به ۲۶۰۰ سال پیش از میلاد
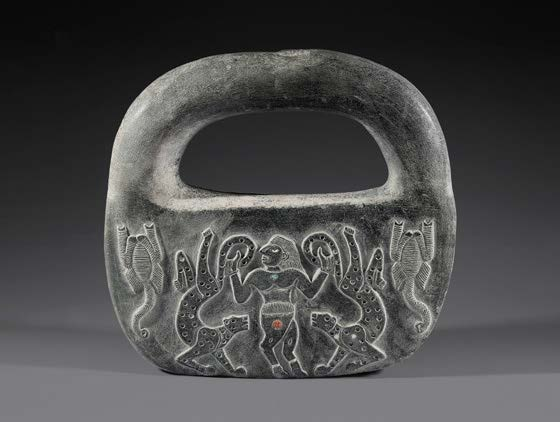
کلریت ، فرهنگ جیرفت ایران، حدود. ۲۵۰۰ سال قبل از میلاد، عصر برنز I یک انسان پای همقلو که در کنارش عقرب‌ها و شیرزنان قرار دارد.
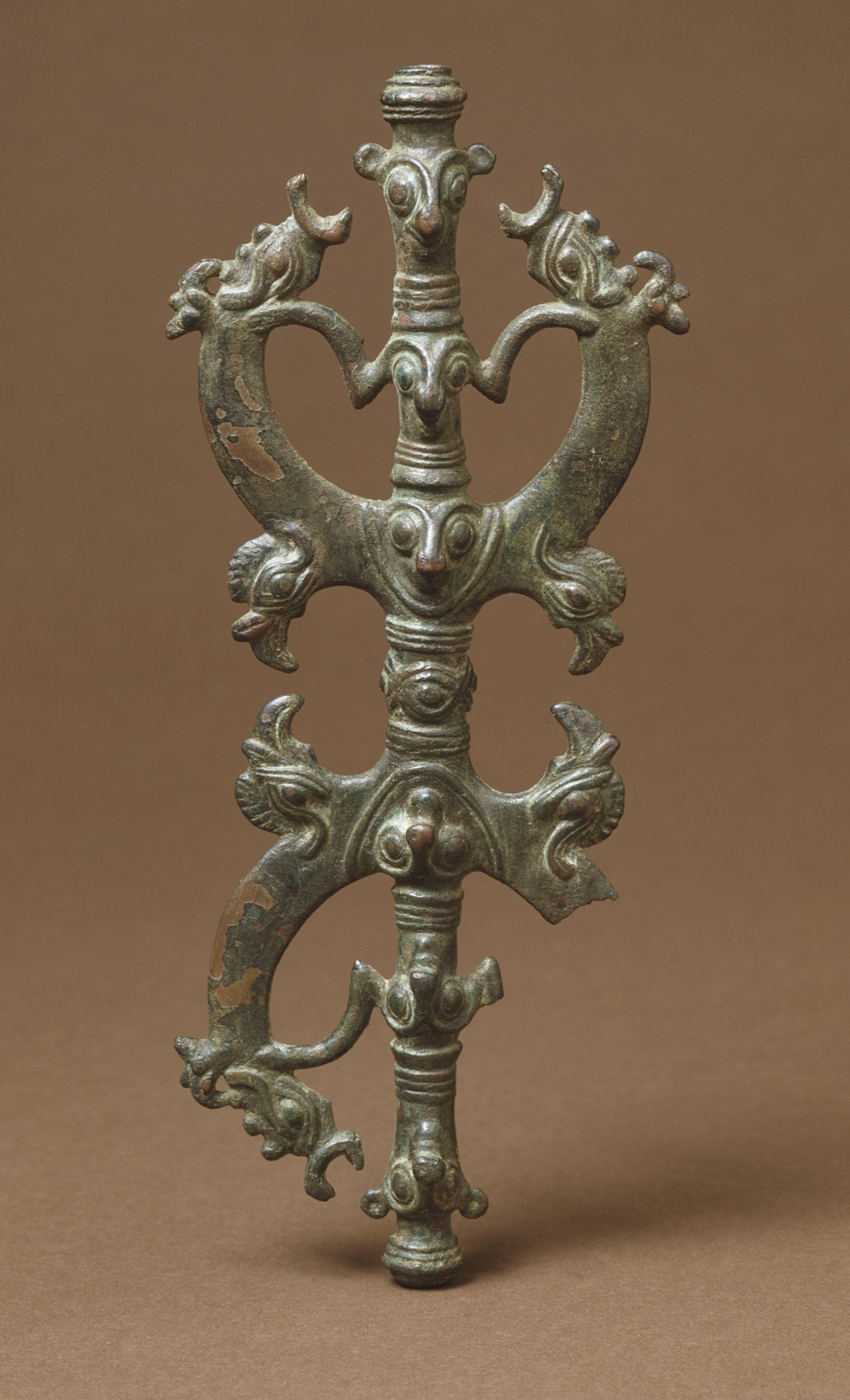
فینال برنز لرستان در قالب «ارباب جانوران»
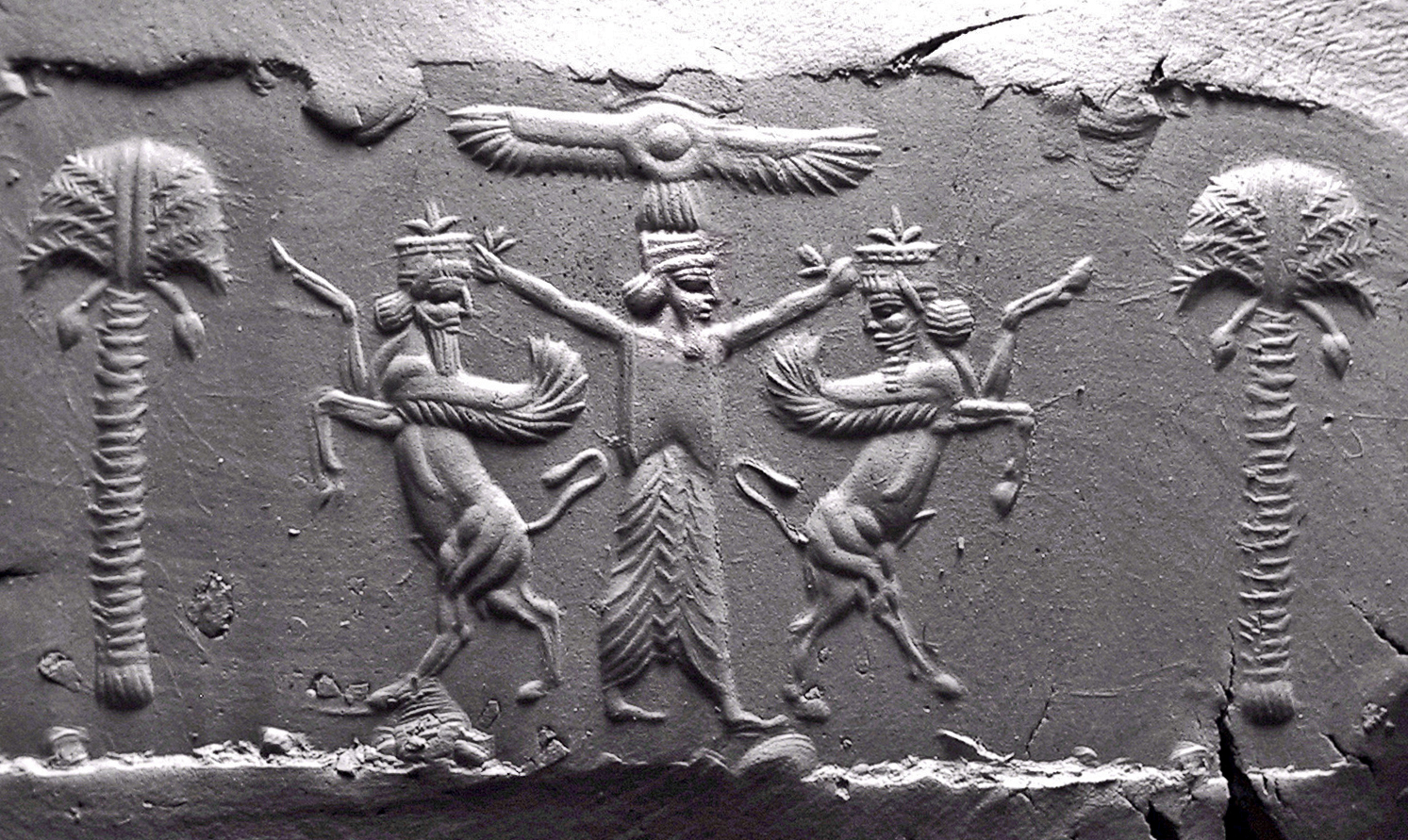
اثر مهر هخامنشی با پادشاه ایرانی که دو لاماسوی بین‌النهرینی را تحت سلطه خود درآورده است
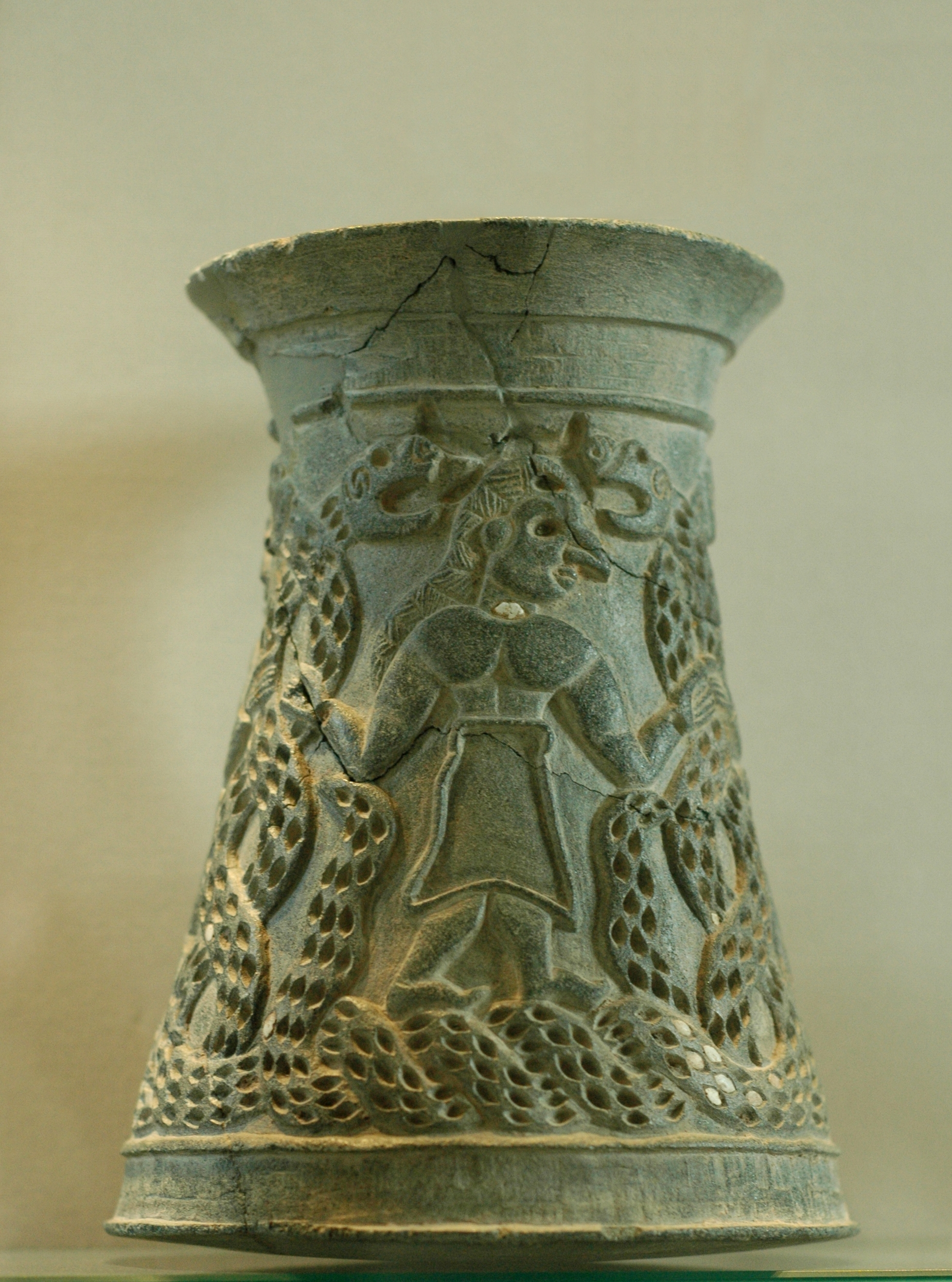
ارباب جانوران ایرانی با دو مار
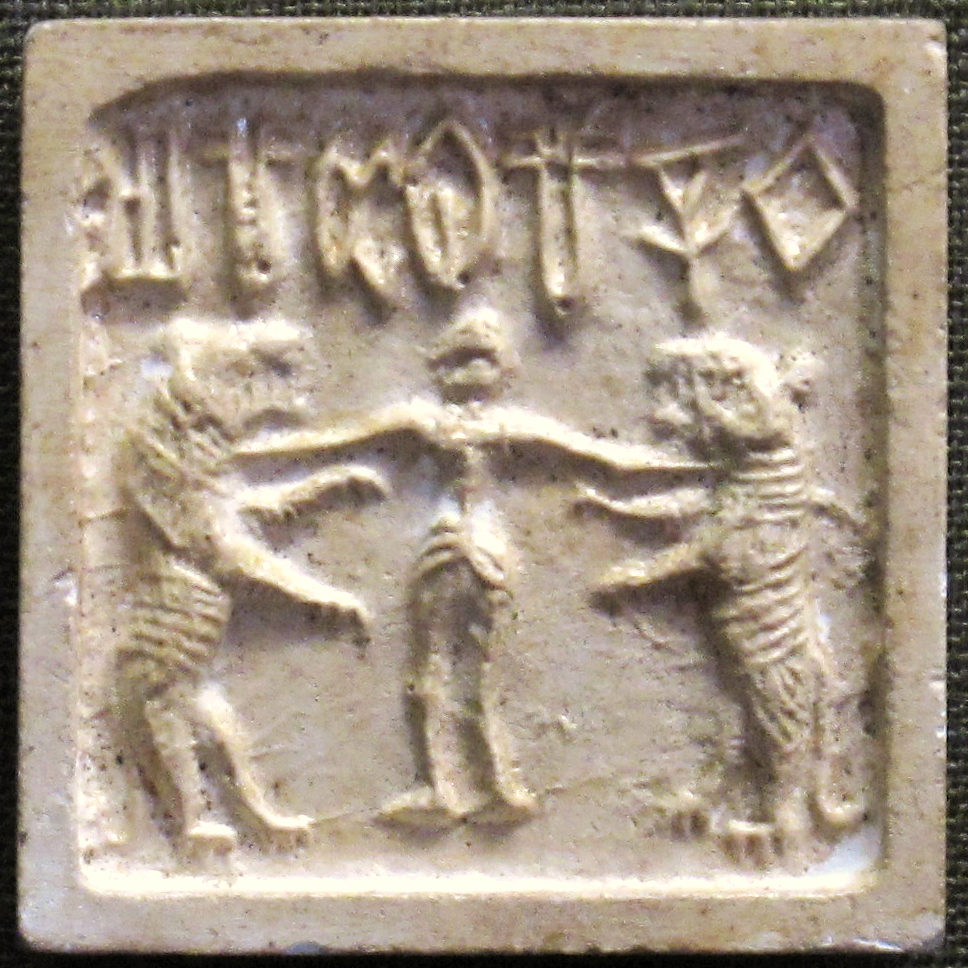
مهر تمدن دره سند، با انسان در کنار دو شیر (۲۵۰۰-۱۵۰۰ پیش از میلاد).
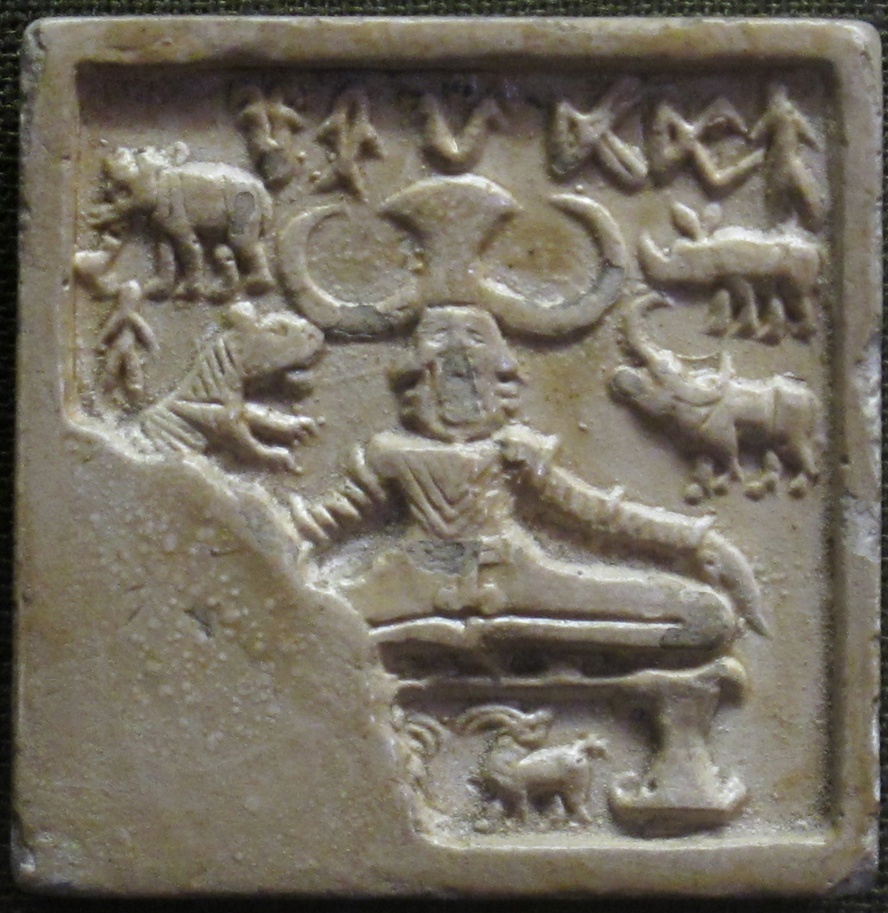
برداشتی از مهر پاشوپاتی ، تمدن دره سند
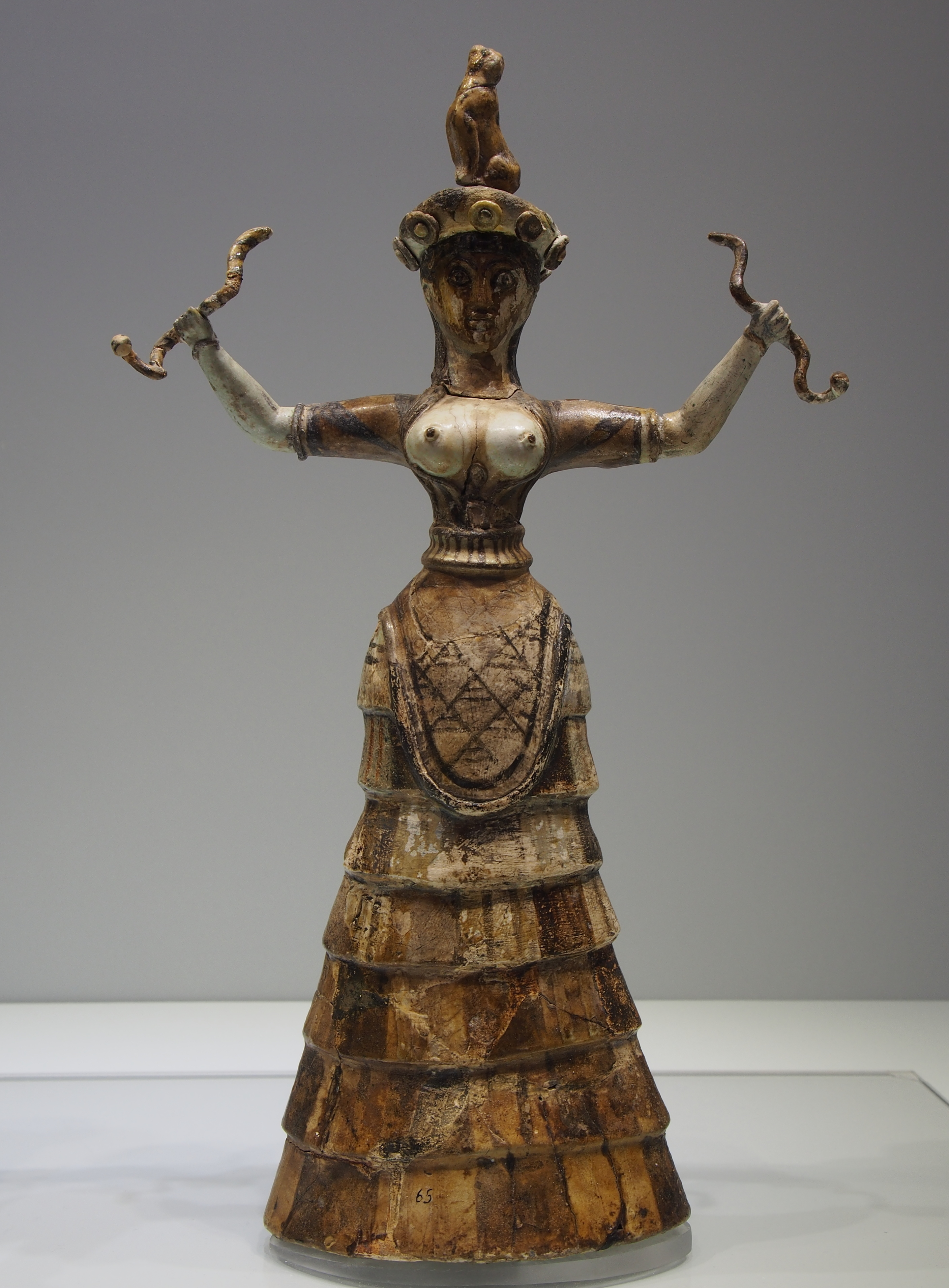
یکی از مجسمه‌های الهه مارهای مینوی ، حدود ۱۶۰۰ سال قبل از میلاد
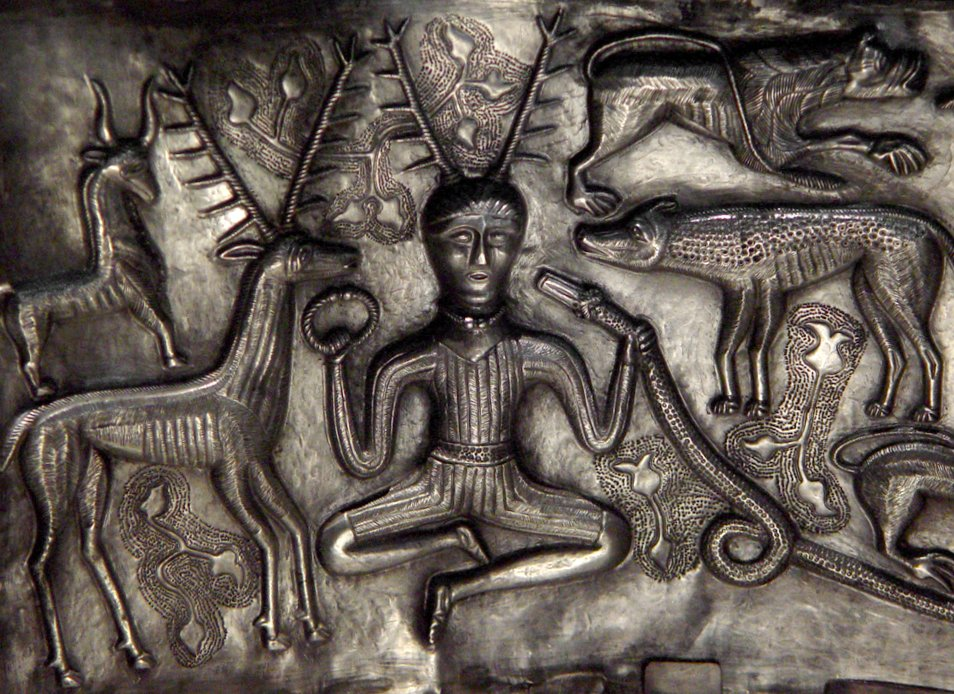
جزئیات شکل شاخدار دیگ گوندستروپ
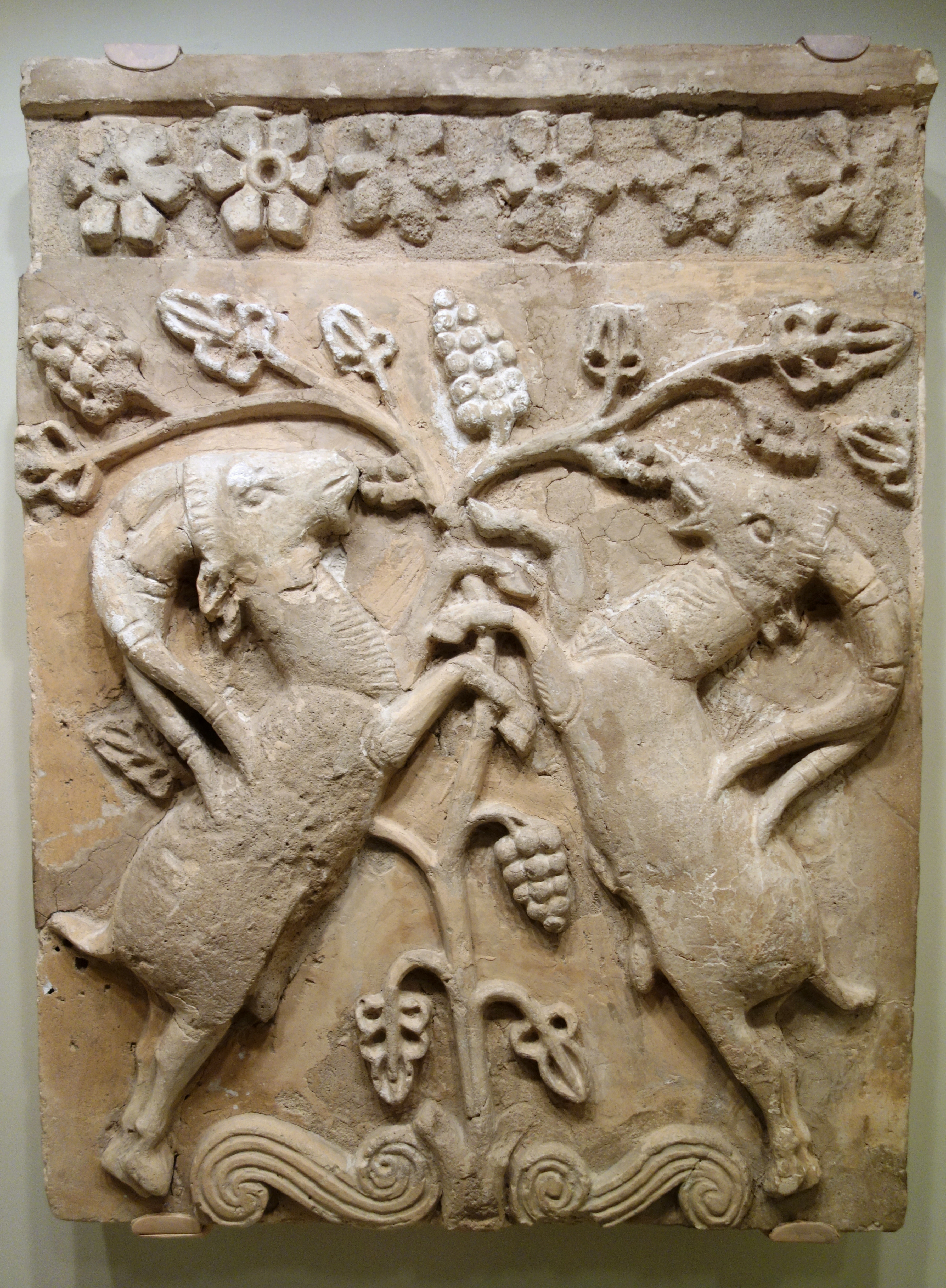
حیوانات روبه‌رو، اینجا بزها کنار درخت زندگی ، وابسته به ایران ساسانی (قرن پنجم یا ششم میلادی) ( موزه هنر سینسیناتی )
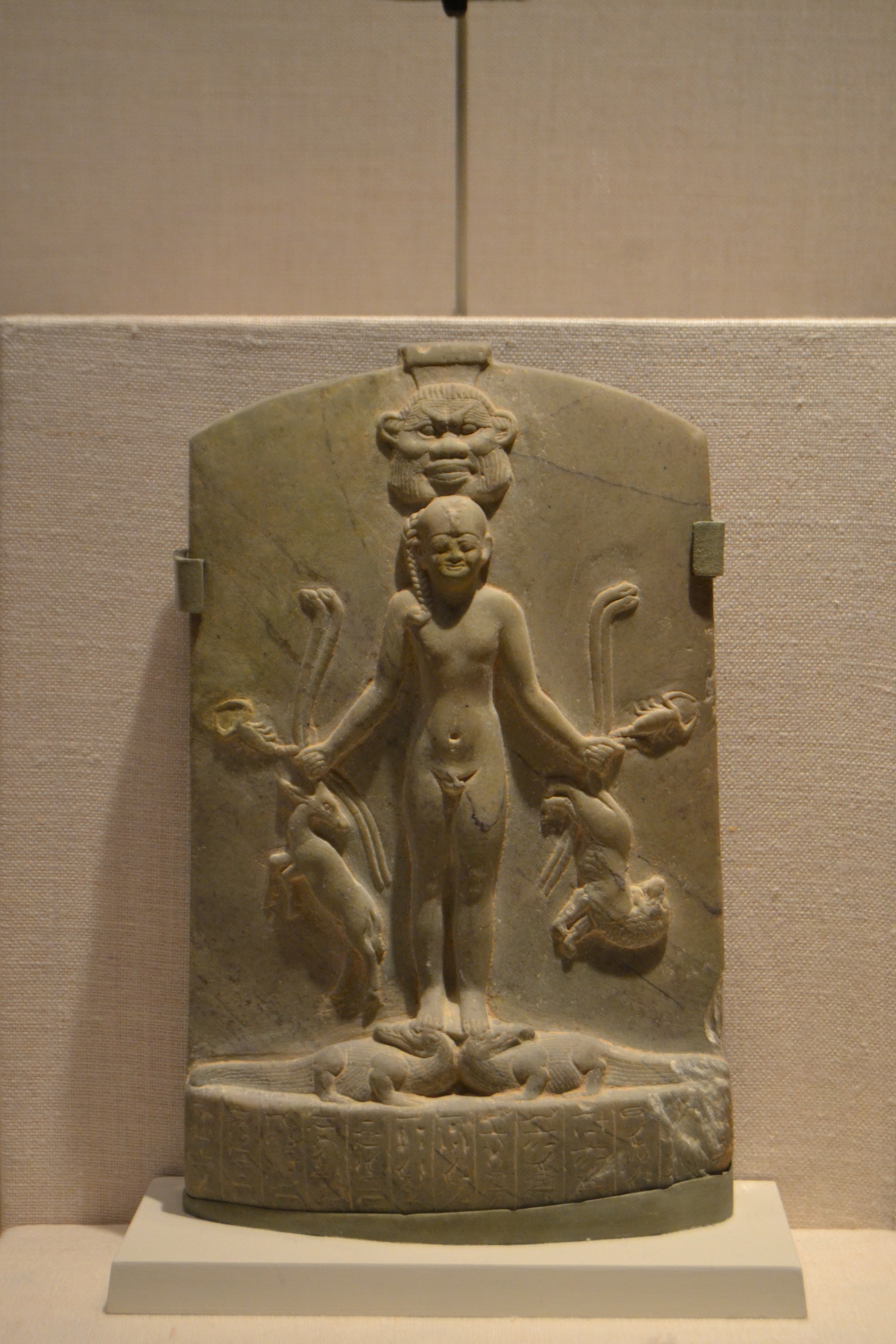
دوره بطلمیوسی ( 305–30 قبل از میلاد) موزه هنرهای زیبای هوروس در مصر، بوستون)
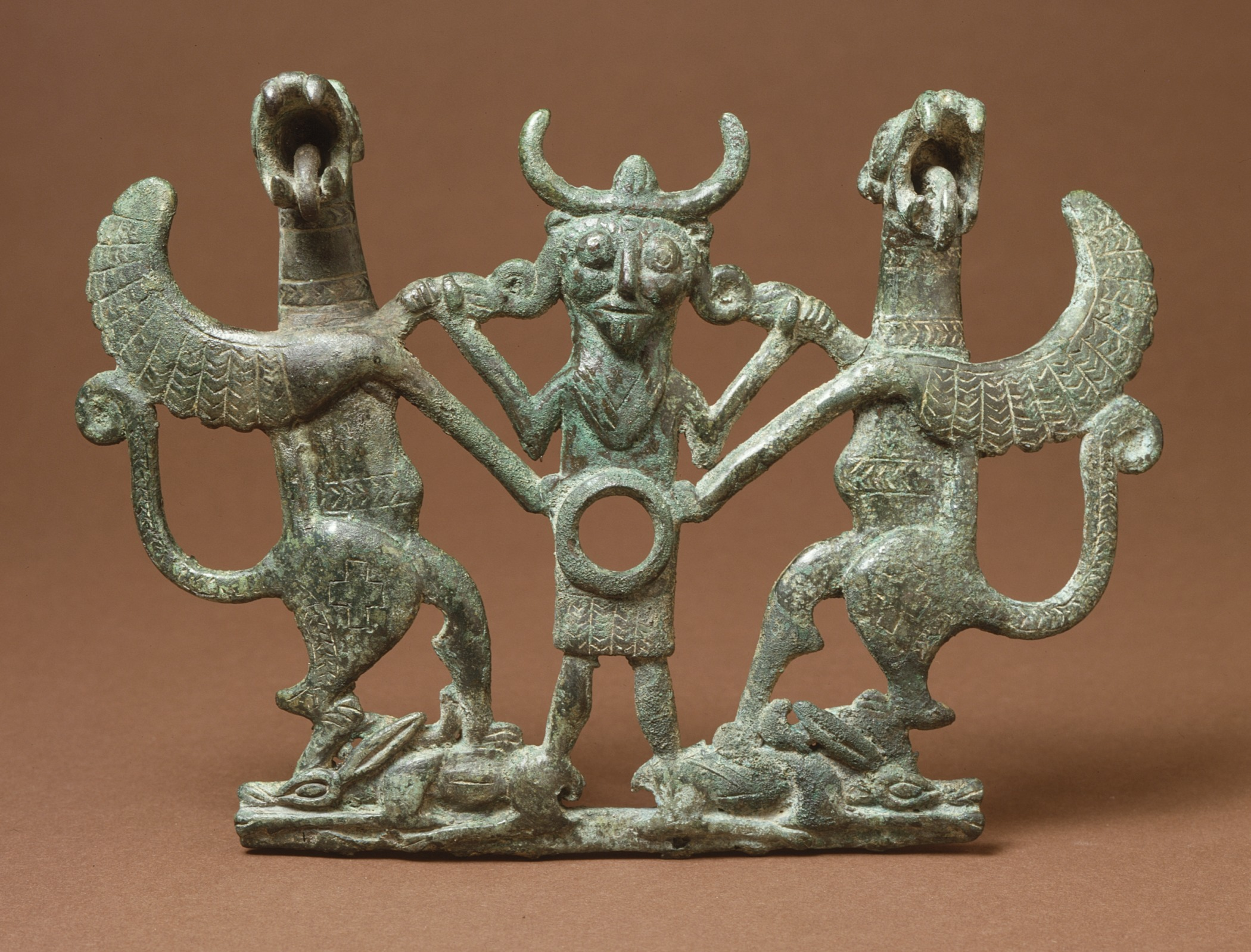
گونه گزیده اسب برنزی لرستان با نقش «ارباب جانوران» حدود ۷۰۰ سال پیش از میلاد